# Parachrysopiella talquensis
Parachrysopiella talquensis är en insektsart som beskrevs av Penny 1996. Parachrysopiella talquensis ingår i släktet Parachrysopiella och familjen guldögonsländor. Inga underarter finns listade i Catalogue of Life.